# استانیسلاو گنچف
استانیسلاو گنچف (بلغاری: Станислав Генчев؛ زادهٔ ۲۰ مارس ۱۹۸۱) بازیکن فوتبال اهل بلغارستان است.
از باشگاه‌هایی که در آن بازی کرده است می‌توان به باشگاه فوتبال لودوگورتس رازگراد، باشگاه فوتبال لیتکس لووچ، باشگاه فوتبال لفسکی صوفیه، و باشگاه ورزشی لیماسول اشاره کرد.
وی همچنین در تیم ملی فوتبال بلغارستان بازی کرده است.